# إل غالو
إل غالو (بالإسبانية: El Gallo)‏ هو مصارع هاوي مكسيكي، ولد في 15 ديسمبر 1984 في غوادالاخارا في المكسيك.